# Pablo Hernández de Cos
Pablo Hernández de Cos (Madrid, 20 de gener de 1971) és un economista espanyol que ocupa el càrrec de governador del Banc d'Espanya des de l'11 de juny de 2018. Els seus quaranta-set anys en el moment del nomenament el converteixen en el governador més jove des de José Ramón Álvarez Rendueles, nomenat governador amb trenta-vuit anys el 1978.

## Biografia
Es va llicenciar en Ciències Econòmiques i Empresarials en el Col·legi Universitari d'Estudis Financers (CUNEF) el 1993, en Dret per la Universitat Nacional d'Educació a Distància a l'any següent i va obtenir el seu doctorat en Ciències Econòmiques per la Universitat Complutense el 2004, la tesi de la qual va ser dirigida per José Manuel González-Páramo. El 2009 va realitzar un programa executiu al IESE Business School de la Universitat de Navarra. Ha estat professor associat del Departament d'Economia de la Universitat Carles III de Madrid i de l'Institut d'empresa (IE).
Va ingressar en 1997 al Banc d'Espanya com a economista titulat del Servei d'Estudis del Banc d'Espanya. Entre 2004 i 2007 va ser assessor del consell executiu del Banc Central Europeu. Des de l'1 d'octubre de 2015 era director general de la Direcció general d'Economia i Estadística de l'organisme després de la renúncia de Luis Malo de Molina que ocupava el càrrec des de 1992.
El 28 de maig de 2018 va ser proposat pel Govern espanyol per al càrrec de governador del Banc d'Espanya, i el 30 de maig va ser nomenat en el càrrec amb efectes l'11 de juny; data en la qual va fer promesa davant el rei Felip VI en un acte celebrat al Palau de la Zarzuela. El seu nomenament va ser una de les últimes decisions del Govern de Mariano Rajoy abans de la moció de censura que va resultar aprovada l'endemà i va significar el canvi de Govern. Aquesta maniobra va ser criticada per un sector del mateix Banc d'Espanya i per l'oposició (PSOE i Unidos Podemos). Ciutadans no ha reaccionat negativament davant el nomenament encara que aquest no s'ha produït seguint la seva proposta de procediment.
La premsa escrita ha destacat del seu perfil el caràcter tècnic, sense passat polític. El Ministeri d'Economia, arran de l'anunci del seu nomenament, va destacar que «és un excel·lent candidat al lloc de governador a causa de la seva gran capacitació tècnica, en particular en assumptes bancaris i monetaris; la seva independència política; i la seva experiència i prestigi al Banc d'Espanya i al Banc Central Europeu». Unidos Podemos l'ha descrit com «un falcó, però amb un perfil tècnic impecable i, almenys, en sap d'economia.»

## Pertinença a organismes
Hernández de Cos és membre del Consell Superior d'Estadística d'Espanya, del Patronat del Centre d'Estudis Monetaris i Financers (CEMFI) i del Patronat i la Comissió Executiva de la Fundació d'Estudis d'Economia Aplicada (FEDEA).